# Seyidqışlaq
Seyidqışlaq är en ort i Azerbajdzjan.   Den ligger i distriktet Qəbələ, i den centrala delen av landet, 170 km väster om huvudstaden Baku. Seyidqışlaq ligger 627 meter över havet och antalet invånare är 488.
Terrängen runt Seyidqışlaq är varierad. Närmaste större samhälle är Qutqashen, 10,2 km nordväst om Seyidqışlaq. 
Omgivningarna runt Seyidqışlaq är en mosaik av jordbruksmark och naturlig växtlighet. Runt Seyidqışlaq är det ganska tätbefolkat, med 58 invånare per kvadratkilometer.